# Takalik Abaj
Tak'alik Ab'aj (prononcé en anglais : [tɑːkəˈliːk_əˈbɑː]; en maya quiché takʼaˈlik aˀ'ɓaχ (voir ; en espagnol : [takaˈlik aˈβax]) est un site archéologique précolombien au Guatemala. Il était auparavant dénommé Abaj Takalik ; son nom ancien était peut-être Kooja. Il s'agit d'un des sites mésoaméricains avec à la fois des caractéristiques Olmèques et Maya. Le site était florissant pendant les périodes préclassiques et classiques, entre le IXe siècle av. J.-C. et au moins le Xe siècle apr. J.-C., et était un centre important pour le commerce et les échanges avec Kaminaljuyú et Chocolá. Des recherches ont montré que c'est l'un des sites comprenant des monuments avec sculptures les plus étendus de la plaine côtière en Amérique Centrale qui borde le Pacifique. Parmi les sculptures de style olmèque, on a découvert une potentielle tête colossale ainsi que des pétroglyphes. La concentration de sculptures de style olmèque sur le site est parmi les plus importantes de ce que l'on peut trouver hors du Golfe du Mexique. Lors de sa 45e session, en septembre 2023, l'UNESCO inscrit le parc archéologique national Tak'alik Ab'aj sur la liste du patrimoine mondial.
Takalik Abaj est représentative du premier essor de la culture maya qui intervint vers 400 av. J.-C.. Sur le site se trouvent une tombe royale maya et des exemples d'inscriptions hiéroglyphiques maya qui sont parmi les plus anciennes de la région maya. Les fouilles continuent sur ce site, en effet l'architecture monumentale et la persistance de la tradition de la sculpture dans une multitude de styles tend à suggérer que le site revêtait une certaine importance.
Des découvertes sur le site indiqueraient des contacts et liens avec la métropole distante de Teotihuacan dans la vallée de Mexico, ce qui sous-entendrait que Takalik Abaj fut conquise par cette ville ou ses alliés. Takalik Abaj était reliée à des longues routes maya de commerce, routes qui changèrent au fil des années mais qui permettaient à la ville de faire partie d'un réseau d'échanges dont faisaient aussi partie les régions montagneuses au Guatemala ainsi que la plaine côtière du Pacifique entre le Mexique et le Salvador.
Takalik Abaj était une ville de taille importante dont l'architecture principale se concentrait autour de quatre groupes principaux parsemant neuf terrasses. Bien que certaines d'entre elles étaient naturelles, d'autres étaient des constructions artificielles qui nécessitaient un énorme investissement en temps et en matériaux. Le site possédait un système sophistiqué d'écoulement des eaux et un grand nombre de monuments sculptés.

## Étymologie
Tak'alik Ab'aj' signifie "pierre levée" dans la langue locale maya K'iche', ce qui combine l'adjectif tak'alik qui signifie "levée" ou "dressée" et le nom abäj qui signifie "pierre". L'archéologue américaine Suzanna Miles avait initialement nommé le site Abaj Takalik suivant l'ordre des mots en espagnol. Cependant, ceci était grammaticalement incorrect dans la langue K'iche'; le gouvernement guatémaltèque a désormais officiellement corrigé le nom en Tak'alik Ab'aj'. L'anthropologue Ruud Van Akkeren a avancé que le nom ancien de la cité était Kooja, ce qui est le nom d'une des lignées de plus haut rang chez les élites des mayas Mam ; Kooja signifie "halo lunaire".

## Emplacement

Takalik Abaj par rapport au cœur du territoire olmèque

Le site se situe dans le sud-ouest du Guatemala, à environ 45 km de la frontière avec l'état mexicain du Chiapas, et à 40 km de l'Océan Pacifique.
Takalik Abaj est au nord de la municipalité de El Asintal, tout au nord du département de Retalhuleu, à environ 190 km de Guatemala. Le site intersecte cinq plantations de café sur les contreforts des montagnes de la Sierra Madre : les plantations Santa Margarita, San Isidro Piedra Parada, Buenos Aires, San Elías et Dolores. Takalik Abaj est sur une crête d'axe nord-sud, qui descend vers le sud. La crête est entourée à l'ouest par la rivière Nimá et par la rivière Ixchayá à l'est ; ces deux rivières partent du sommet de la région montagneuse du Guatemala. L'Ixchayá coule dans un ravin profond mais on trouve un endroit pour la traverser près du site. Le fait que Takalik Abaj se trouve près de ce croisement a sans doute joué un rôle important dans la fondation de la ville, permettant à la ville d'être sur des routes de commerce importantes et d'en contrôler l'accès.

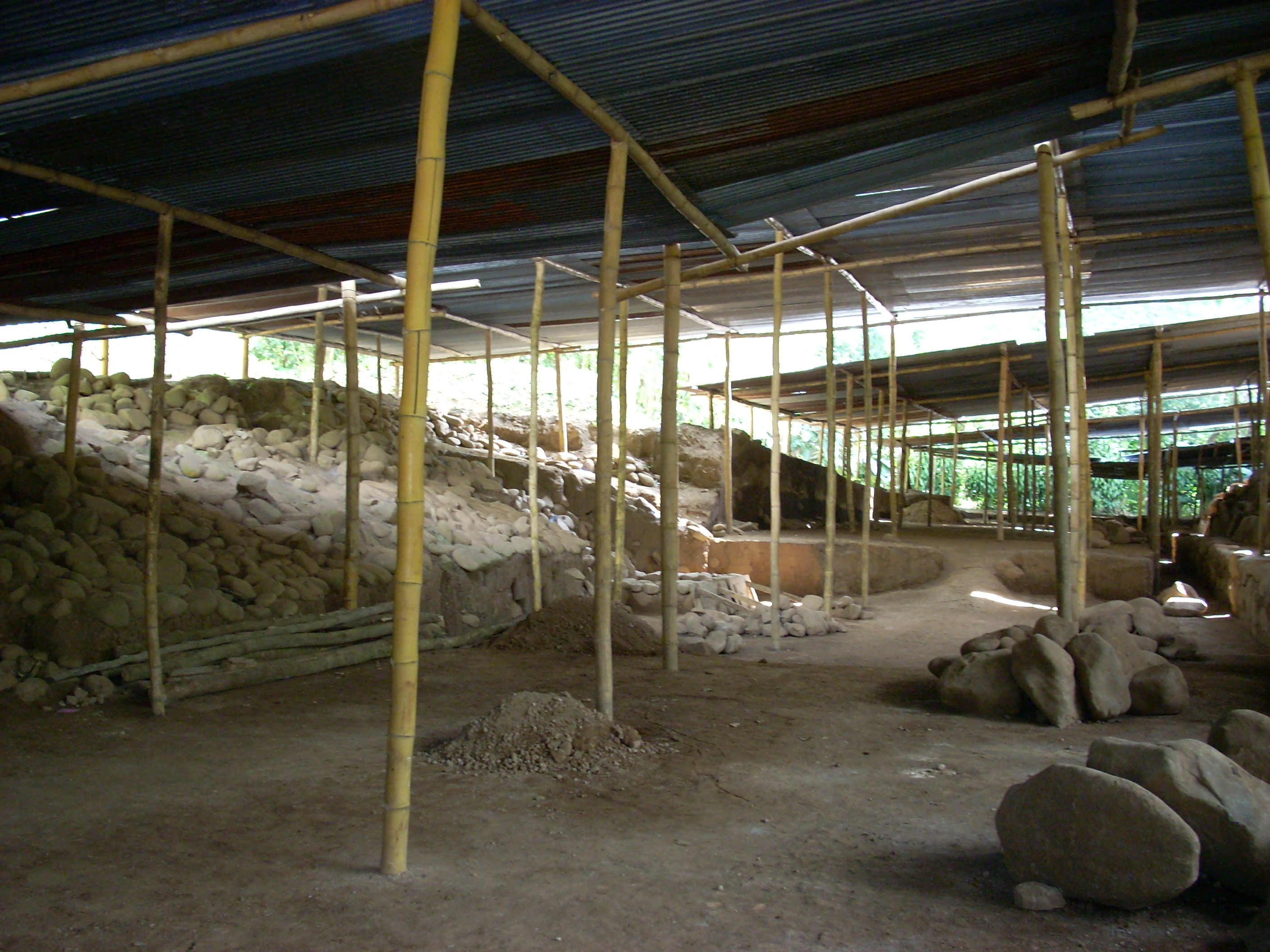
Excavations du terrain de jeu de balle datant de la période du préclassique moyen à Takalik Abaj

Takalik Abaj se situe environ 600 mètres au-dessus du niveau de la mer, dans une écorégion de forêt subtropicale humide. La température fluctue usuellement entre 21 et 25°C, et l'évapotranspiration potentielle est en moyenne de 0.45. La pluviométrie de la région y est importante, variant entre 2 136 mm et 4 372 mm, avec une moyenne de 3 284mm par an. Parmi la flore locale, on trouve des Pascua de Montaña (Pogonopus speciosus), Chichique (Aspidosperma megalocarpon), Tepecaulote (Luehea speciosa), Caulote (Guazuma ulmifolia), Hormigo (Platymiscium dimorphandrum), acajou amer (Cedrela odorata), noix-pain (Brosimum alicastrum), tamarinier (Tamarindus indica) et Papaturria (Coccoloba montana).
La route 6W passe par le site, continuant sur 30 kilomètres entre la ville de Retalhuleu et Colomba Costa Cuca dans le département de Quetzaltenango.
Takalik Abaj se situe à environ 100 kilomètres du site archéologique contemporain de Monte Alto, à 130 km de Kaminaljuyú et 60 km de Izapa au Mexique.

## Ethnies

Takalik Abaj et d'autres sites préclassiques sur la côte Pacifique

Les variations de styles d'architecture et d'iconographie à Takalik Abaj suggèrent que le site a été occupé par plusieurs groupes ethniques. Les découvertes archéologiques de la période du préclassique moyen tendent à indiquer qur la population de Takalik Abaj aurait pu être affiliée à la culture olmèque des régions basses côtières du golfe du Mexique, que l'on pense être des locuteurs d'une langue Mixe–Zoque,. Dans la période du préclassique tardif, les styles artistiques olmèques se changèrent en des styles maya, et l'on présume que ce changement s'accompagna d'un influx d'habitants d'ethnies maya, qui parlaient une langue maya. On trouve des indications dans les chroniques indigènes que les habitants du site auraient pu être les Yoc Cancheb, une branche des maya Mams. La lignée Kooja des Mam, une lignée noble antique, aurait pu trouver son origine à Takalik Abaj pendant la période classique.

## Économie et commerce

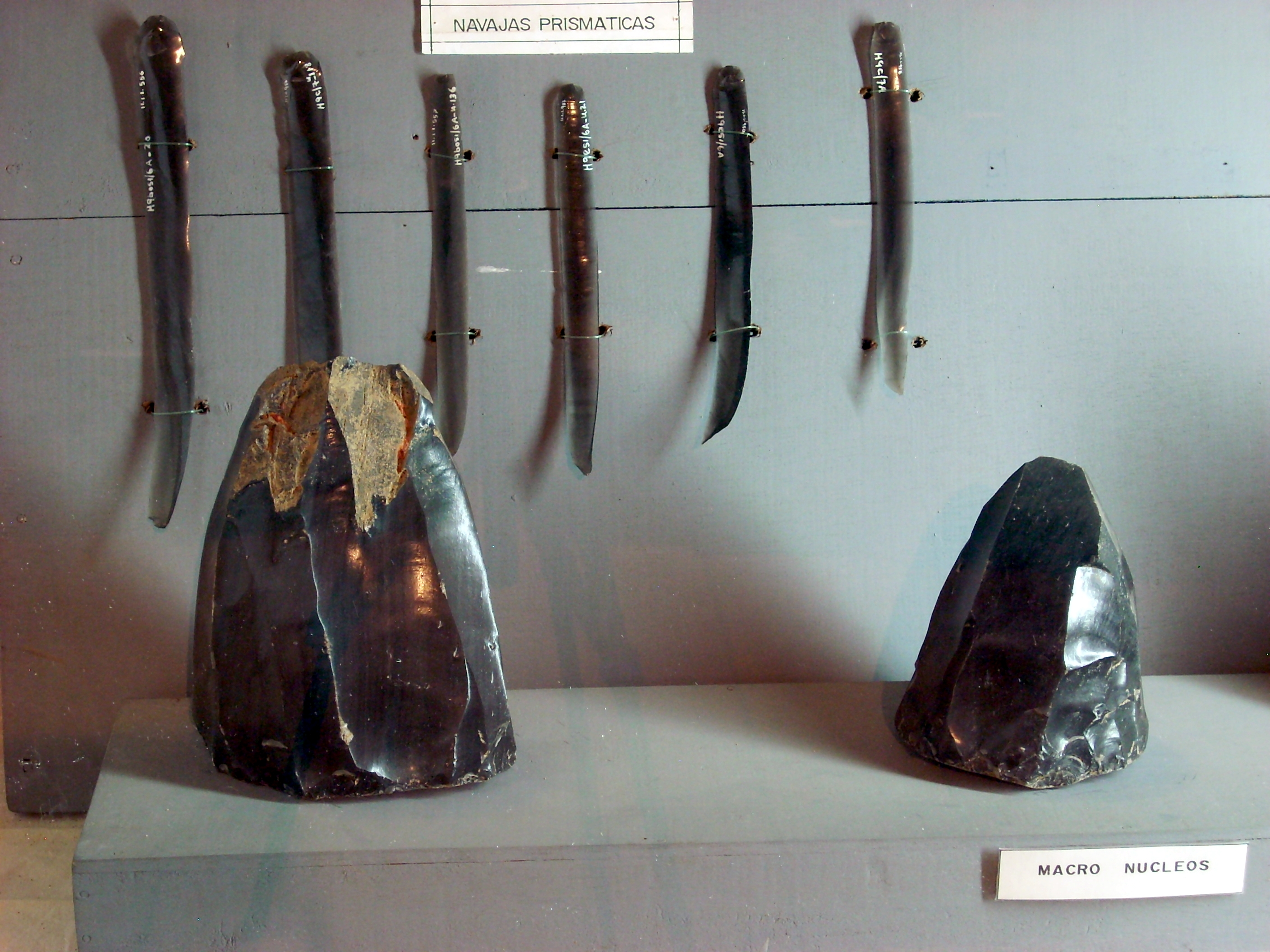
Des artefacts en obsidienne retrouvés à Takalik Abaj, dont des lames prismatiques et des cœurs d'obsidienne.

Takalik Abaj fait partie d'un groupe de sites antiques situés sur ou à proximité de la plaine côtière d'Amérique Centrale bordant le Pacifique et qui étaient d'importants centres politiques, cérémoniaux, et commerciaux. Il semble que le site prospéra avec la production de cacao et les routes de commerce qui traversaient la région. Lors de la conquête du Guatemala par les Espagnols au XVIe siècle, la région était toujours notable pour sa production de cacao.
Des études sur de l'obsidienne retrouvée à Takalik Abaj indique que la majorité provenait de sites dans les régions montagneuses du Guatemala, comme El Chayal et San Martín Jilotepeque. Des quantités moindres d'obsidienne provenaient d'autres sources comme Tajumulco, Ixtepeque et Pachuca. L'obsidienne est une roche volcanique vitreuse qui était utilisée dans toute la Mésoamérique [Utilisation de l'obsidienne en Mésoamérique] pour faire des outils et armes durables, comme des couteaux, des pointes de lance ou de flèches, des outils pour les saignées rituelles, des lames prismatiques pour le travail du bois, ainsi que beaucoup d'autres outils du quotidien. L'utilisation de l'obsidienne par les Mayas a été comparée à l'utilisation de l'acier dans le monde moderne, et son commerce était courant dans toute la région maya et ailleurs. La proportion d'obsidienne provenant de différentes sources varia au cours du temps : 
| Périod              | Date                         | Nombre d'artefacts | El Chayal (%) | San Martín Jilotepeque (%) | Pachuca (%) |
| ------------------- | ---------------------------- | ------------------ | ------------- | -------------------------- | ----------- |
| Préclassique ancien | -1000 à -800 av. J.C.        | 151                | 33,7          | 52,3                       | –           |
| Préclassique moyen  | -800 à -300 av. J.C.         | 880                | 48,6          | 39                         | –           |
| Préclassique tardif | -300 av. J.C. à 250 ap. J.C. | 1848               | 54,3          | 32,5                       | –           |
| Classique ancien    | 250 à 600 ap. J.C.           | 163                | 50,9          | 35,5                       | –           |
| Épiclassique        | 600 à 900 ap. J.C.           | 419                | 41,7          | 45,1                       | 1.19        |
| Postclassique       | 900 à 1524 ap. J.C.          | 605                | 39,3          | 43,4                       | 4,2         |

## Histoire
Le site a une longue histoire et fut continuellement occupé, et sa période d'occupation la plus active s'étend du préclassique moyen au postclassique. Les traces les plus anciennes d'occupation de Takalik Abaj date de la fin du préclassique ancien, vers 1000 av. J.-C. Cependant, le site ne devint florissant que vers le préclassique moyen ou tardif, avec une croissance importante dans les constructions de bâtiments. À partir de cette période, l'occupation du site est continue et une certaine culture locale se forme, ce qui se traduit par exemple par la persistance d'un style local de céramique (appelé Ocosito) qui fut utilisé jusqu'à la période épiclassique. Le style Ocosito était usuallement fait avec une pâte rouge et de la pierre ponce, et se trouvait dans une zone qui s'étendait à l'ouest au moins jusqu'à Coatepeque, au sud vers la rivière Ocosito, et à l'est vers la rivière Samalá. Pendant la période de la fin du Classique, des poteries associée à un style de céramique K’iche’ montagnard commençait à faire son apparition parmi les gisements de céramique Ocosito. Les céramiques Ocosito se virent supplantées entièrement par la tradition de céramique K’iche’ vers la période du postclassique ancien.
| Période | Subdivision          | Subdivision          | Dates                        | Résumé                                |
| --- | -------------------- | -------------------- | ---------------------------- | ------------------------------------- |
| Préclassique | Préclassique ancien  | Préclassique ancien  | -1000 à -800 av. J.C.        | Population éparse                     |
| Préclassique | Préclassique moyen   | Préclassique moyen   | -800 à -300 av. J.C.         | Olmèques                              |
| Préclassique | Préclassique tardif  | Préclassique tardif  | -300 av. J.C. à 200 ap. J.C. | Maya antique                          |
| Classique | Classique ancien     | Classique ancien     | 200 à 600 ap. J.C.           | Conquête par peuple lié à Teotihuacan |
| Classique | Épiclassique         | Épiclassique         | 600 à 900 ap. J.C.           | Regain local                          |
| Classique | Épiclassique         | Classique terminal   | 800 à 900 ap. J.C.           |                                       |
| Postclassique | Postclassique ancien | Postclassique ancien | 900 à 1200 ap. J.C.          | Occupation Kʼicheʼ                    |
| Postclassique | Postclassique tardif | Postclassique tardif | 1200 à 1524 ap. J.C.         | Abandon du site                       |
| Note : les intervalles temporels utilisés à Takalik Abaj diffèrent quelque peu des intervalles typiquement utilisés dans la périodisation standard usuellement appliquée à la Mésoamérique. |                      |                      |                              |                                       |

### Préclassique ancien
L'occupation de Takalik Abaj remonte à la fin de la période du préclassique ancien. Des ruines d'un quartier résidentiel datant du préclassique ancien furent retrouvées à l'ouest du Groupe Central (l'un des quatre groupements formant le site), sur les rives de la rivière El Chorro. Ces premières maisons étaient construites avec des sols faits de pavés provenant de la rivière et de toits en chaume de roseau soutenus par des poteaux de bois. Des analyses de pollen ont révélé que les premiers habitants s'installèrent sur le site alors qu'il était recouvert d'une épaisse forêt, et qu'ils commencèrent à défricher pour cultiver du maïs et d'autres plantes. On a retrouvé plus de 150 morceaux d'obsidienne sur ce site, portant le nom de El Escondite, qui provenaient de San Martín Jilotepeque et El Chayal.

### Préclassique moyen
Takalik Abaj fut ré-occupée au début du préclassique moyen. Il s'agissait sans doute d'habitants Mixe–Zoques, comme l'indique la présence abondante de sculptures de style olmèque sur le site datées de cette période,. La construction d'une architecture publique a sans doute commencé vers le préclassique moyen ; les premières structures étaient faites en argile, qui était parfois partiellement brûlé afin de le rendre plus dur. Les céramiques de cette période suivaient la tradition locale dite Ocosito. Cette tradition de céramiques, bien que locale, est à rapprocher des céramiques des plaines côtières et basses montagnes de la région d'Escuintla.
La Structure Rose (Estructura Rosada en espagnol) était une plateforme basse construite vers le début du Préclassique moyen, à la période où la ville produisait des sculptures de style olmèque et le site olmèque de La Venta, sur la côte du golfe du Mexique, était florissante (vers -800-700 av.J.C). Plus tard durant le préclassique moyen (vers -700-400 av.J.C.), la Structure Rose fut enterrée sous la première version de l'énorme Structure 7. C'est à cette époque que l'utilisation de structures cérémoniales olmèques prit fin, et les sculptures olmèques détruites, indiquant une période intermédiaire avant le début de la période Maya de la ville La transition entre ces deux phases a été graduelle, sans changements abrupts.

### Préclassique tardif

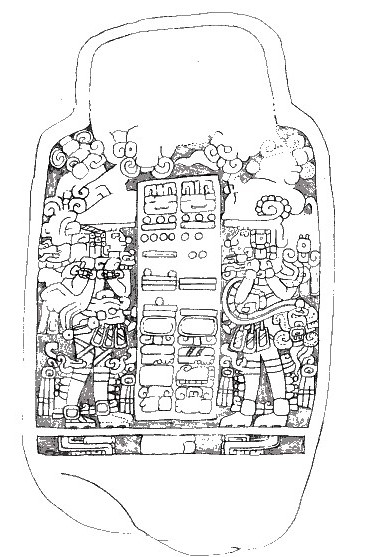
Stèle 5 de Takal'ik Ab'aj. La date (compte long) la plus récente se convertit en une date de l'année 126 après J.C. Les dates sont encadrées par des souverains, sans doute symbolisant le transfert de pouvoir d'un roi à un autre. Cliquez ici pour une photo de cette stèle. 5 from Takal'ik Ab'aj.

Pendant la période du préclassique tardif (300 av. J.C. - 200 ap. J.C), plusieurs sites dans la région de la côte Pacifique se développèrent pour devenir des véritables villes. Ce fut le cas de Takalik Abaj, qui s'étendait alors sur plus de 4 km². L'influence olmèque sur la région de la côte Pacifique se termina au début du préclassique tardif. C'est à cette époque que Takalik Abaj émergea comme un centre important avec un style apparemment local pour son art et son architecture; les habitants commencèrent à créer des sculptures faites de rocher, et à ériger des stèles et des autels. Vers cette époque, entre 200 av. J.C. et 150 ap. J.C., la Structure 7 atteint ses dimensions maximales. On érigea des monuments d'importance à la fois politique et culturelle, avec certains comprenant des dates de style maya et des représentations de souverains. Ces monuments maya précoces contiennent des gravures de ce qui pourrait être les plus anciennes inscriptions hiéroglyphiques maya et utilisations du calendrier compte long mésoaméricain. Ces premières dates sur les Stèles 2 et 5 permettent de dater avec plus de certitudes ce style de sculpture vers la fin du Ie siècle ou le début du 2e siècle ap. J.C. Le style de sculpture dit "sculptures ventrues" apparut également vers cette époque. L'apparition de sculptures maya et l'arrêt des sculptures de style olmèque est peut être due à une incursion maya dans un territoire occupé auparavant par des habitants mixe-zoque,. Une possibilité est que les élites maya entrèrent la région pour tenter de prendre contrôle du commerce du cacao. Cependant, au vu de la continuité évidente dans les styles de céramiques locaux entre le milieu et la fin du préclassique, le passage d'olmèque à maya a peut-être été un changement idéologique plutôt que physique ou par la force. Même arrivés d'ailleurs, le fait qu'on ait retrouvé des stèles maya et une tombe royale maya suggèrent que ceux-ci avaient une position dominante, que ce soit en tant que commerçants ou en tant que conquérants.
Des preuves tendent à montrer un rapprochement avec Kaminaljuyu, qui vers cette époque émergeait comme un centre d'importance qui liait les routes de commerce de la côte Pacifique à celle de la rivière Motagua, et avec d'autres sites sur la côte du Pacifique. Takalik Abaj et Kaminaljuyu semblaient être les deux étapes principales de ces routes de commerce étendues. Le style de sculpture maya ancien se propagea via ce réseau.
Durant le préclassique tardif, les structures étaient construites avec de la pierre volcanique cimentée par de la terre glaise argileuse, tout comme c'était le cas au préclassique moyen. Cependant, elles évoluèrent pour inclure des structures étagées avec des coins échancrés et des escaliers ornés de pierres arrondies. Dans le même temps, les vieilles sculptures de style olmèque furent déplacées pour être positionnées devant les bâtiments de style nouveau ; on réutilisait parfois des fragments de sculpture dans le revêtement de pierre.
Même si la tradition de céramiques Ocosito continua à être utilisée, les céramiques du préclassique tardif à Takalik Abaj étaient apparentées à la phase de céramiques Miraflores qui comprenait Escuintla, la vallée du Guatemala, et l'ouest du Salvador. Cette tradition de céramiques est constituée de pièces rouges fines qui sont associées en particulier à Kaminaljuyu et que l'on peut trouver un peu partout dans les hauteurs du sud-est du Guatemala et le flanc Pacifique adjacent.

### Classique ancien

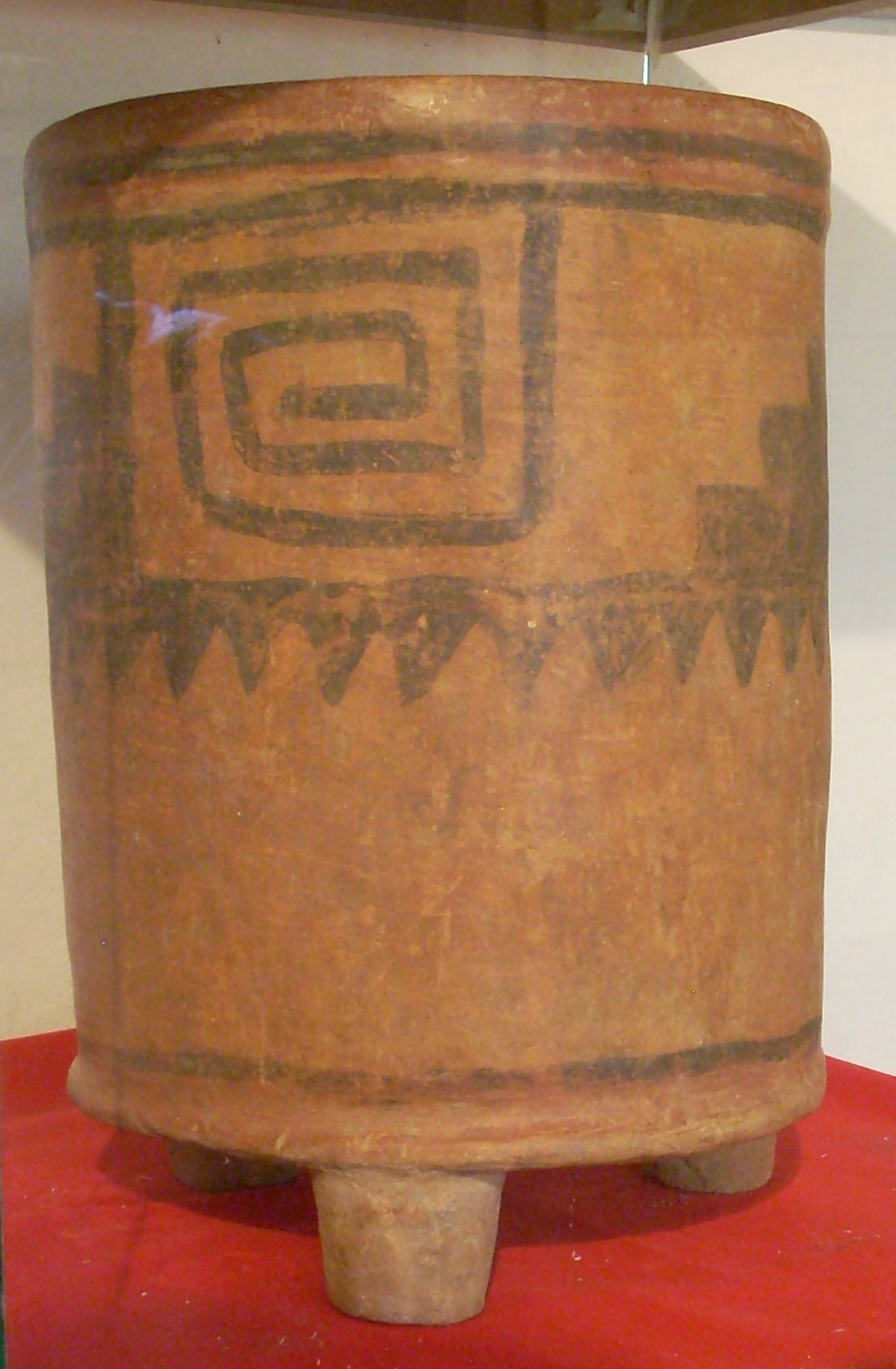
Récipient polychrome cylindrique de Takalik Abaj, datant du classique ancien

Pendant le classique ancien, à partir environ du Ier siècle apr. J.-C., le style de stèle qui se développa à Takalik Abaj, et fut associé aux représentations de figures historiques, fut adopté dans les plaines Maya, en particulier dans le bassin du Petén. Durant cette période, plusieurs monuments préexistants furent détruits intentionnellement.
Durant cette période, les céramiques changèrent, et on vit apparaître le style Solano des hauts-plateaux. Cette tradition de céramique le plus souvent associée au site de Solano dans le sud-est de la vallée du Guatemala; le type le plus caractéristique est une pièce rouge brique recouverte d'une barbotine micacée orange vif, parfois peinte de décorations roses ou violettes. Ce style de céramiques a été associé aux Mayas Quichés des hauts-plateaux. Ces nouvelles céramiques ne remplacèrent pas la mode préexistante d'Ocosito, mais au contraire coexistèrent et se mélangèrent.
Des fouilles archéologiques ont démontré que la destruction de monuments et l'interruption de nouveaux chantier à Takalik Abaj coïncide avec l'apparition de céramiques dites de style Naranjo, qui semblent être connectées à des styles provenant de la grande métropole de Teotihuacan dans la distante Vallée de Mexico. La tradition céramique Naranjo est particulièrement caractéristique de la côte ouest Pacifique du Guatemala, entre les rivières Suchiate et Nahualate. Les formes les plus répandues sont des cruches et des bols dont la surface a été polie avec une serviette, ce qui crée des marques parallèles, et parfois recouverte d'un lavis blanc ou jaune. À la même période, les céramiques Ocosito furent de moins en moins utilisées. Cette influence de Teotihuacan conduit à dater la destruction de monuments vers la deuxième moitié du classique ancien. La présence des conquérants aux céramiques Naranjo ne dura pas longtemps, ce qui suggèrerait que les conquérants contrôlaient le site de loin, en remplaçant les gouverneurs locaux par leurs propres gouverneurs tout en laissant la population locale intacte.
La conquête de Takalik Abaj brisa les routes de commerce traditionnelles qui suivaient la côte pacifique entre le Mexique et El Salvador, et elles furent remplacées par une nouvelle route allant de la Sierra Madre vers les terres hautes du nord-ouest du Guatemala.

### Épiclassique
Pendant la période de l'épiclassique le site semble se remettre de sa défaite. La quantité de céramiques de style Naranjo diminue fortement et de nombreux projets de constructions de grande ampleur furent lancés. Une partie des monuments détruits par les conquérents furent rebâtis à cette période

### Postclassique
Bien que l'usage de céramiques de style local Ocosito se poursuivit, pendant la période postclassique on note une incursion notable des céramiques Kʼicheʼ des hauts-plateaux, se concentrant en particulier sur la partie nord du site mais finissant par s'étendre à tout le site. Les récits autochtones des Kʼicheʼ affirment qu'ils conquirent cette région de la côte Pacifique, ce qui suggère que la présence de leurs céramiques est associée à leur conquête de Takalik Abaj.
La conquête par les Kʼicheʼ semble s'être déroulée autour des années -1000 av.J.C., près de quatre siècles plus tôt que suggéraient des calculs faits en se basant sur les récits indigènes. Après l'arrivée des Kʼicheʼ, l'activité du site se poursuivit sans discontinuité, et les styles locaux furent simplement remplacés par les styles associés à ceux des conquérants. Ceci suggère que les habitants originels abandonnèrent la ville qu'ils avaient occupé pendant presque deux millénaires.

### Histoire moderne
Le premier récit publié en Occident apparu en 1888, écrit par Gustav Bruhl. L'ethnologue et naturaliste allemand Karl Sapper décrivit la Stèle 1 en 1894 après l'avoir vue près de la route qu'il empruntait pour son voyage. Max Vollmberg, un artiste allemand, dessina la Stèle 1 et nota d'autres monuments, ce qui attira l'intérêt de Walter Lehmann.
En 1902 l'éruption du volcan Santiaguito très proche du site recouvrit le site d'une couche de cendres volcaniques d'une épaisseur entre 40 et 50 centimètres.
Walter Lehmann commença à étudier les sculptures de Takalik Abaj dans les années 1920. En janvier 1942, John Eric Thompson visita le site avec Ralph L. Roys et William Webb pour la Carnegie Institution alors qu'il étudiait la côte Pacifique, et publia son compte-rendu en 1943. Des études furent ensuite conduites par Suzanna Miles, Lee Parsons ainsi que Edwin M. Shook. Miles donna au site le nom Abaj Takalik dans le chapitre qu'elle écrivit dans le volume 2 de Handbook of Middle American Indians de 1965. Avant cela, le site avait porté plusieurs noms, comme San Isidro Piedra Parada et Santa Margarita, d'après les noms des plantations contenant le site, ou aussi le nom de Colomba, un village au nord du département de Quetzaltenango.
Des fouilles financées par l'Université de Californie à Berkeley furent conduites sur le site dans les années 1970. Elles commencèrent en 1976 et furent dirigées par John A. Graham, Robert F. Heizer et Edwin M. Shook. Cette première saison révéla 40 nouveaux monuments, dont Stela 5, à ajouter à la douzaine déjà connue. Les fouilles de l'Université de Californie à Berkeley continuèrent jusqu'en 1981 et révélèrent encore plus de monuments. À partir de 1987 les fouilles furent conduites par l'Instituto de Antropología e Historia (IDAEH) du Guatemala, sous la direction de Miguel Orrego et Christa Schieber, et de nouveaux monuments continuent d'émerger,. Le site a été déclaré parc national
En 2002 Takalik Abaj fut inscrite sur la liste indicative du patrimoine mondial de l'UNESCO, sous la désignation "La rencontre Mayas-Olmèques". Il entra officiellement sur la liste du patrimoine mondial de l'UNESCO en 2023 sous le nom Parc National Archéologique de Tak'alik Ab'aj. Certains des artefacts trouvés sur le site sont exposés au Musée National de l'Art Guatémaltèque,.

## Description et arrangement du site

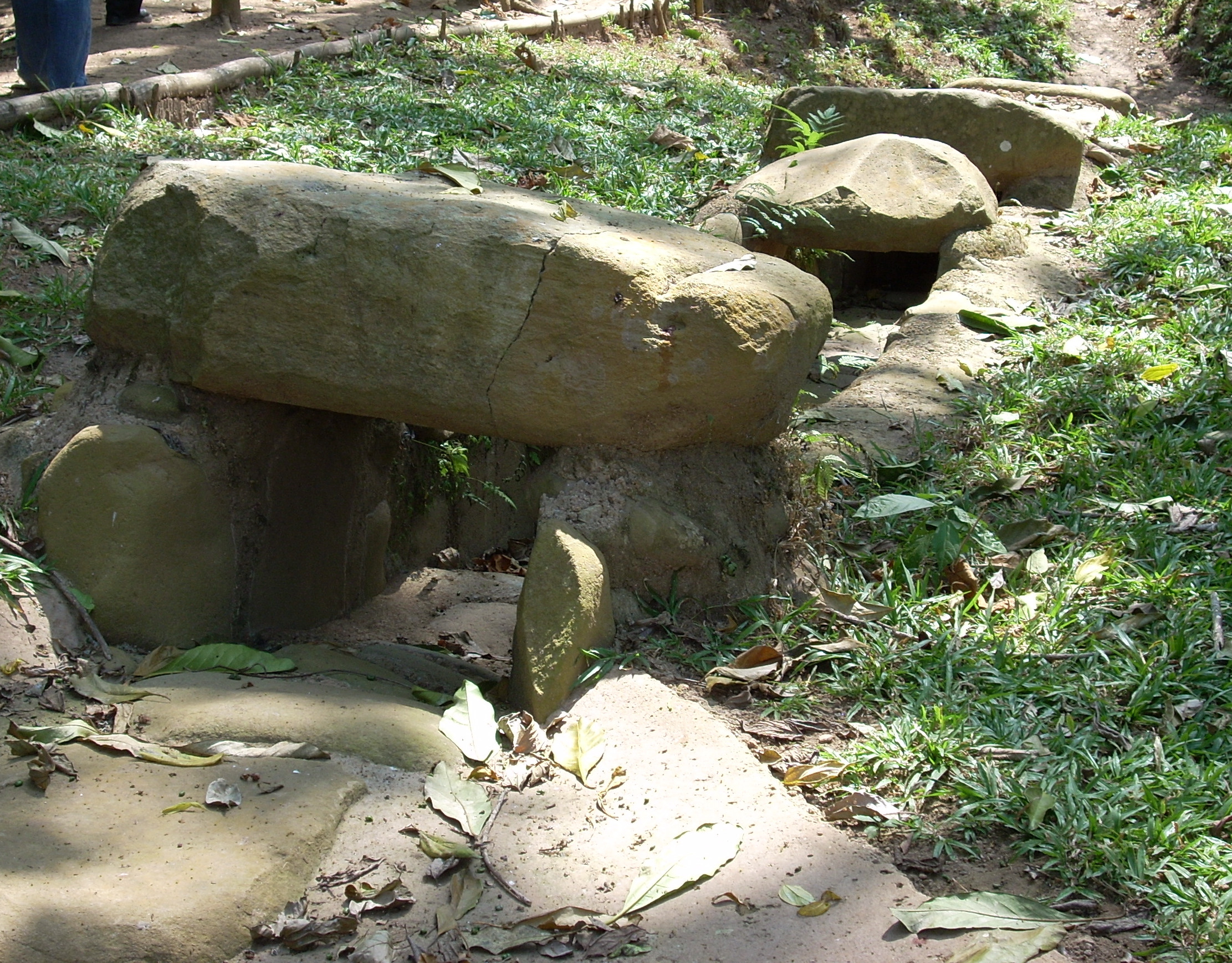
Un canal en pierre pour évacuer les déchets d'une grande structure - la Structure 7, qui date de l'épiclassique.

Le cœur du site s'étend sur environ 6.5km² et contient les ruines d'environ 70 monuments et structures positionnées autour d'une douzaine de places,. Takalik Abaj a deux terrains de jeu de balle, et plus de 239 monuments en pierre connus, dont des stèles et des autels impressionnants. Le granit utilisé pour faire des monuments de style olmèque et maya ancien est très différent du calcaire doux utilisé dans les villes du département de Petén. Le site est aussi notable pour ses systèmes hydrauliques, dont un temazcal (une sorte de tente à sueur / sauna) avec un système d'évacuation souterrain, et des tombes du préclassique trouvées à partir de la fin des années 1990 par les docteurs Marion Popenoe de Hatch, Christa Schieber de Lavarreda et Miguel Orrego, du ministère de la culture et des sports guatémaltèque.
Les structures à Takalik Abaj peuvent être groupées en quatre groupes ; les groupes du centre, du nord, et de l'ouest sont situés ensemble mais le groupe du sud est à environ 5km au sud. Le site est entouré de ravins escarpés, qui constituent des défenses naturelles. Le site s'étend sur une série de 9 terrasses, de largeur variant entre 140m et 220m, et des hauteurs entre 4.6 et 9.4 mètres. Ces terrasses ne sont pas toutes orientées vers la même direction ; l'orientation de leurs faces dépend de la topographie du terrain à cet endroit. Les trois terrasses principales soutenant la ville sont artificielles, avec à certains endroits jusqu'à 10 mètres de remblai artificiel.
À l'apogée de Takalik Abaj, les constructions de la ville recouvraient une étendue d'environ 2km par 4km, bien que l'on n'a pas pu déterminer l'étendue de la zone occupée par les constructions résidentielles.
- Le groupe central recouvre les terrasses 1 à 5, qui furent aplanies artificiellement. Le groupe contient 39 structures arrangées autour de places qui sont ouvertes au nord et au sud. Le groupe central fut d'abord occupé au préclassique moyen et contient une concentration de plus de 100 monuments de pierre[70],[71],[72].
- Le groupe ouest est constitué de 21 structures sur la terrasse 6, qui fut également aplanie artificiellement. Les structures sont arrangées autour de places ouvertes à l'est. Sept monuments ont été trouvés dans ce groupe. Le groupe ouest est bordé des rivières Nima (à l'ouest) et San Isidro (à l'est). On y a retrouvé des masques de jade, une découverte majeure dans ce groupe. Le groupe ouest fut occupé entre le préclassique tardif et au moins l'épiclassique[73].
- Le groupe du nord fut occupé à partir de la fin du classique et pendant le postclassique[74]. Les structures de ce groupe furent construites avec une méthode différente de celles du groupe central, et étaient faites d'argile compacté, sans constructions ou revêtements en pierre[70]. Le groupe occupe les terrasses 7 à 9, qui suivent les contours naturels des terrasses sans aucun signe d'aplanissement artificiel[70]. En plus de l'absence notable de monuments sculptés, les techniques de construction différentes et les céramiques associées à ce groupe semblent indiquer l'arrivée et l'occupation par une nouvelle communauté qui arriva dans la période épiclassique, sans doute des maya Kʼicheʼ venus des hautes plaines[70].
- Le groupe du sud est situé plus loin du cœur du site, un demi-kilomètre au sud du groupe central, environ 2 kilomètres à l'ouest de El Asintal, et est constitué de 13 monticules formant un groupe dispersé[75].

### Maîtrise des eaux
Le système hydraulique inclut des canaux en pierre, qui n'étaient pas utilisés pour l'irrigation mais plutôt pour rediriger les ruissellements/débordements et maintenir l'intégrité structurelle de l'architecture principale. Ces canaux étaient également utilisés pour transporter l'eau vers les quartiers résidentiels de la ville, et il est possible que les canaux avaient également une fonction rituelle liée au dieu de la pluie. À ce jour, les restes de 25 canaux ont été exhumés sur le site. Les canaux les plus importants font 25cm de largeur et 30cm de hauteur, tandis que les canaux secondaires sont deux fois plus petits.
Deux techniques de construction furent utilisées pour les canaux d'eau. Les canaux en argile datent du préclassique moyen, tandis que ceux aux parois tapissées de pierre sont apparus au préclassique tardif et continuèrent pendant le classique -- les plus gros canaux de ce type sur le site furent construits pendant l'épiclassique. Une hypothèse est que les canaux en argile n'étaient pas assez efficaces, menant à un changement dans les matériaux utilisés et la conception de canaux revêtus de pierre. Pendant l'épiclassique, des morceaux de monuments en pierre brisés furent réutilisés pour la construction de ces canaux.

### Monuments en pierre

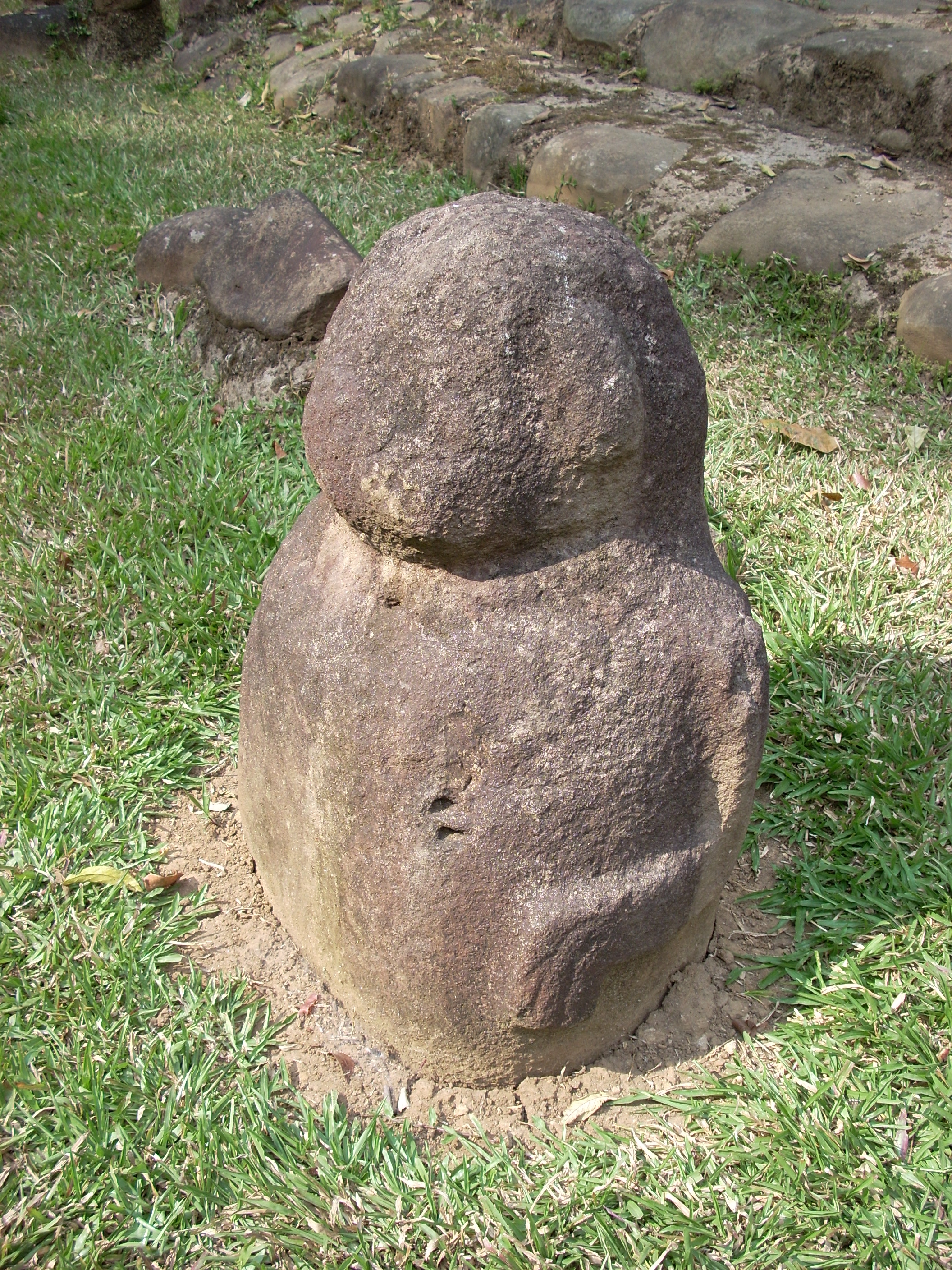
Une statuette à gros ventre à Takalik Abaj, datant sans doute du préclassique tardif

En date de 2006, 304 monuments de pierre ont été trouvés à Takalik Abaj, la plupart sculptés dans des rochers de pierre andésite locale. Parmi ces monuments, 124 sont taillés et le reste sont lisses ; on les trouve le plus souvent dans les groupes du centre et de l'ouest. Les monuments peuvent être divisés en 4 grandes classifications : les sculptures de style olmèque (21% du total), les sculptures maya (42%), les statues à gros ventre (14%) et le style local de sculpture, représenté par des sculptures zoomorphes (23%).
La plupart des monuments à Takalik Abaj ne sont plus à leurs emplacements d'origine, mais semblent plutôt avoir été déplacés et repositionnés plus tard ; la datation des monuments sur le site se base donc plutôt sur des comparaisons de styles. Par exemple, dans une série de 4 monuments trouvés sur une place devant une plateforme datant de l'ère classique, au moins deux des quatre monuments (Autel 12 et Monument 23) datent du préclassique.
Plusieurs stèles sculptées dans le style maya ancien comprennent des textes hiéroglyphiques avec des dates au format du compte long maya, ce qui permet de dater ces stèles vers le préclassique tardif. Ce type de sculptures est l'ancêtre du style classique des plaines maya.
Takalik Abaj a des nombreux monuments à gros ventre, représentant des personnages humains obèses sculptés à partir de gros rochers ; ce type de sculpture se rencontre un peu partout dans les plaines du pacifique, entre Izapa au Mexique et le Salvador. Leur fonction précise est inconnue mais elles semblent correspondre à la période du préclassique tardif.

#### Sculptures de style olmèque
Les nombreuses sculptures de style olmèque, dont le Monument 23, une tête colossale qui fut retaillée en une sculpture nichée, semble indiquer que les olmèques étaient présents physiquement sur le site, et peut-être même contrôlaient le site avec la présence d'un gouverneur olmèque. L'archéologue John Graham écrit que:

« Les sculptures olmèques comme le Monument 23 reflète clairement la présence de sculpteurs olmèques qui travaillaient pour des mécènes olmèques et créaient de l'art olmèque avec des sujets olmèques dans le contexte de rituels olmèques. »

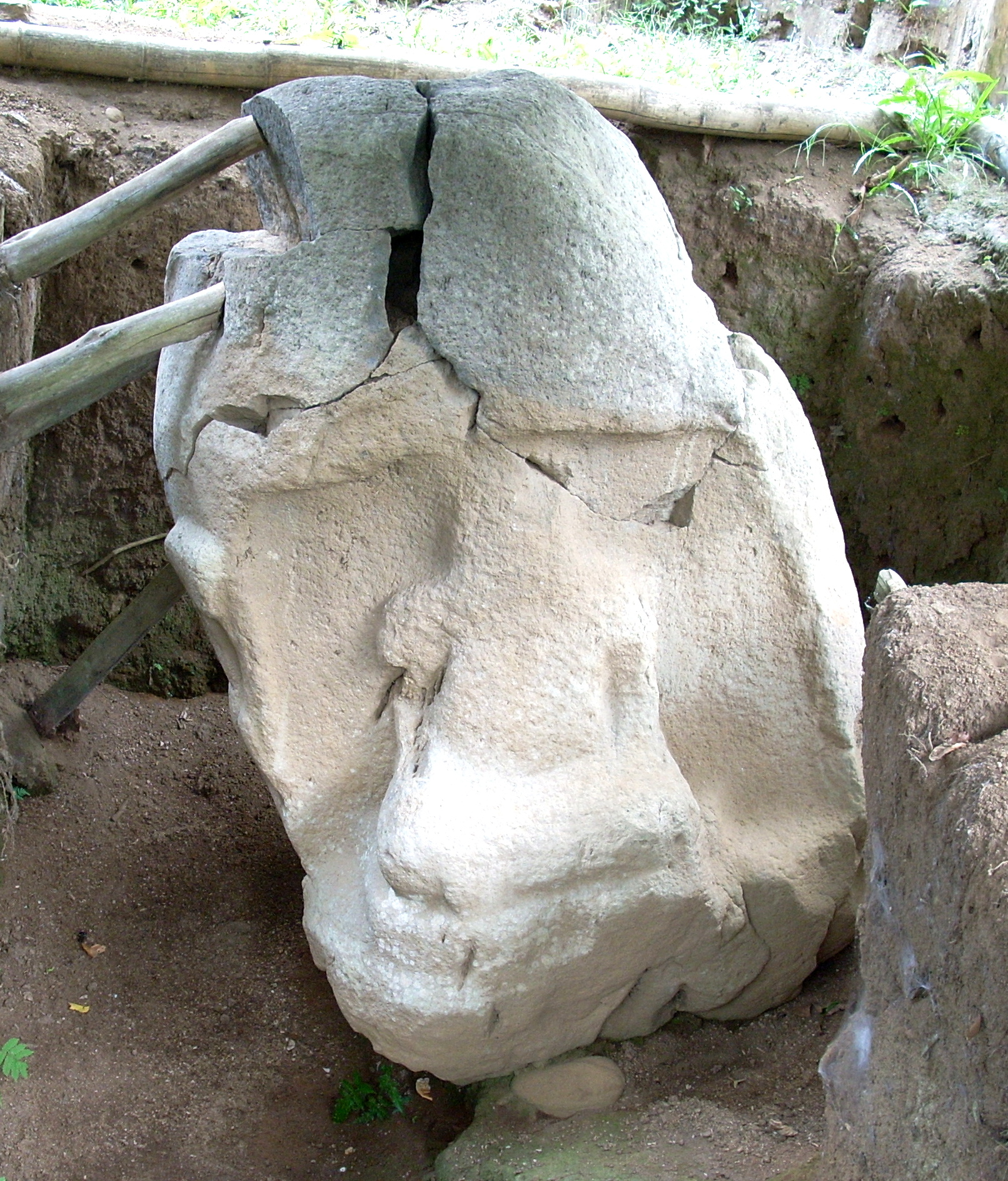
Monument 23, une sculpture olmèque (ou d'influence olmèque) à Takalik Abaj, montrant un personnage émergeant d'une caverne, portant un enfant dans ses bras. À comparer avec l'Autel 5 à La Venta

D'autres en sont moins sûrs : le style olmèque de sculptures est peut-être simplement une iconographie commune entre les côtes Pacifique et Atlantique. En tout cas, Takalik Abaj était sans aucun doute un lieu d'importance pour les olmèques. Les sculptures de style olmèque à Takalik Abaj datent toutes du préclassique moyen. Hormis les Monuments 1 et 64, la majorité furent trouvés dans des emplacements différents de leurs emplacements d'origine.

#### Sculptures de style Maya
Plus de 30 monuments de style maya ancien (i.e. préclassique tardif) sont présents sur le site ; il s'agit du style le plus courant à Takalik Abaj. Le grand nombre de sculptures maya anciennes et la présence de hiéroglyphes maya primitives indiquerait que le site a joué un rôle important dans le développement de l'idéologie maya. Il est possible que le style maya de sculptures se soit développé au préclassique sur la côte Pacifique et que la position de Takalik Abaj au centre de certaines routes commerciales clés lui fit jouer un rôle important dans la dissémination du style dans le territoire maya. Ce style maya ancien de monuments à Takalik Abaj est étroitement lié au style de monuments à Kaminaljuyu, ce qui montrent qu'ils s'influencèrent l'un l'autre. Ce style mutuel se répandit vers d'autres sites qui faisaient partie du grand réseau commercial dont ces deux villes formaient les foyers jumeaux.

#### Sculptures ventrues
Des sculptures ventrues ont été retrouvées le long de la côte Pacifique entre le sud du Mexique et le Salvador, ainsi qu'encore plus loin dans les terres basses maya. Bien que certains archéologues aient suggéré que ce style était pré-olmèque, des fouilles archéologiques sur la côte du Pacifique dont celles à Takalik Abaj ont montré que ce style commença à être utilisé à la fin du préclassique moyen et connut son apogée pendant le préclassique tardif. Les sculptures ventrues de Takalik Abaj datent toutes du préclassique tardif et sont très similaires à celles de Monte Alto à Escuintla et Kaminaljuyu dans la vallée de Guatemala. Les sculptures ventrues sont généralement des sculptures peu raffinées qui montrent des variations considérables dans la corpulence et la position des bras et jambes. Elles représentent des personnages humains obèses, souvent assises en tailleur avec les bras sur le ventre. Leurs joues sont joufflues, leurs yeux sont fermés, et leur genre est indéterminé.

#### Sculptures de style local
Les sculptures du style local sont en général des rochers taillés dans des formes d'animaux, comme des représentations tri-dimensionnelles de grenouilles, crapauds, et crocodiliens.

#### La transition olmèques-mayas: El Cargador del Ancestro

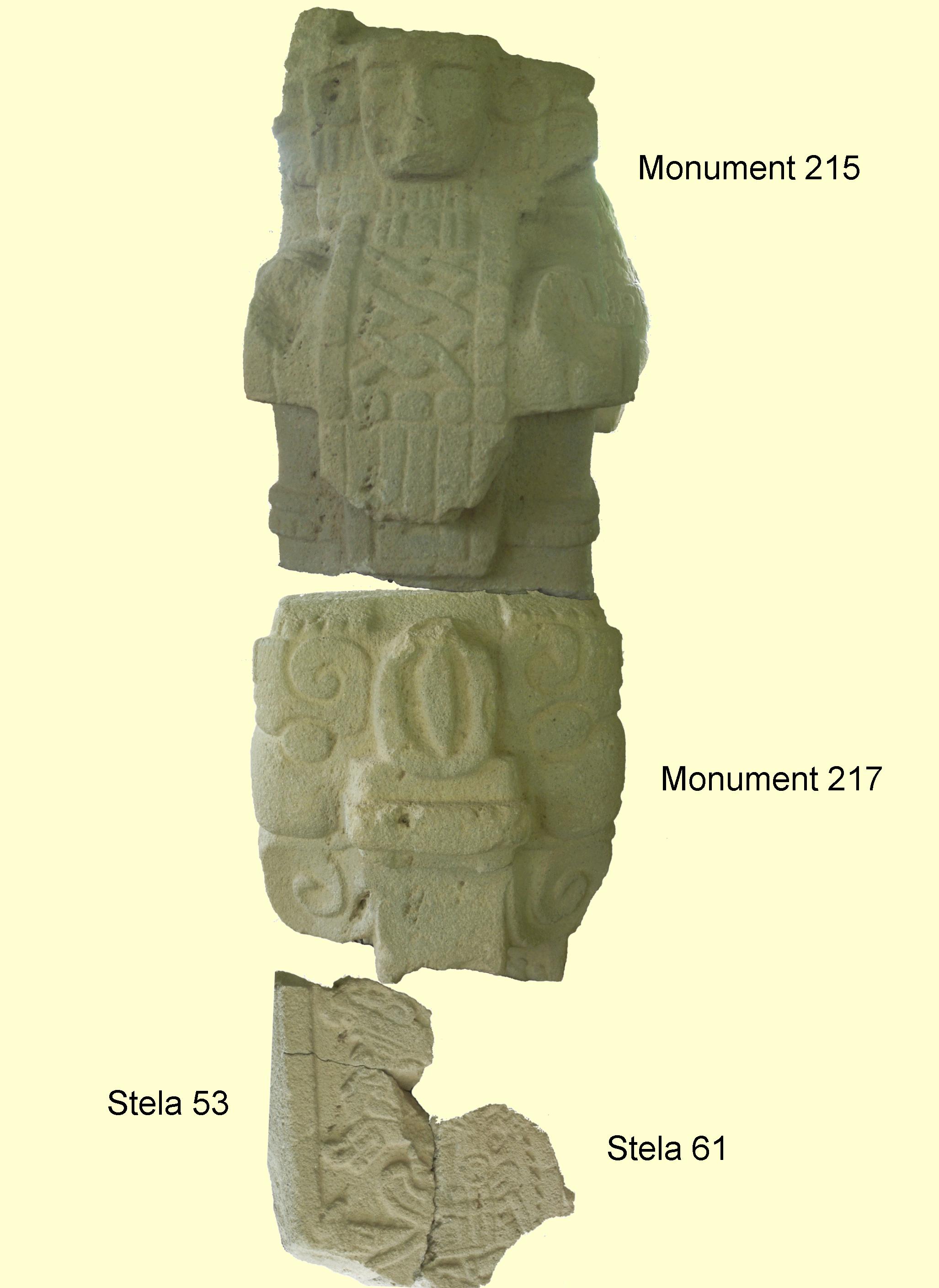
Les morceaux du Cargador del Ancestro tels qu'ils auraient été assemblés à l'époque

Le Cargador del Ancestro ("le porteur d'ancêtre") consiste en quatre fragments de sculpture qui ont été réutilisés sur les facades de quatre bâtiments différents vers la fin du préclassique tardif. Les monuments 215 et 217 furent découverts en 2008 pendant des fouilles sur la Structure 7A, alors que les Fragments de Stèle 53 et 61 furent découverts pendant des fouilles plus anciennes. Les archéologues découvrirent que, bien que les Monuments 215 et 217 avaient des thèmes différents et furent réalisés dans des styles différents, ils se complétaient parfaitement en une seule scultpure, qui était toutefois toujours incomplète. Ceci entraîna une revue des fragments de sculpture trouvés par le passé, menant à la découverte de deux pièces supplémentaires, qui furent originellement trouvées dans les Structures 12 et 74.
Les quatre morceaux s'assemblaient en une seule colonne monumentale de 2.3m de haut avec une combinaison incongrue de caractéristiques sculpturales. Les bouts du haut et du bas sont endommagées et incomplètes et la sculpture comprend trois sections. La plus basse est une colonne rectangulaire avec des hiéroglyphes primitives sur les deux faces, et sur le devant un personnage maya ancien portant des vêtements raffinés. Le personnage porte une coiffe en forme de crocodile (ou un hybride entre crocodile et félin) aux mâchoires grandes ouvertes et dont émerge le visage d'un ancêtre. La partie basse de cette section est endommagée et il manque une partie du texte et du personnage.
La section au milieu de la colonne, qui forme une sorte de chapiteau, est une sculpture en relief d'une tête de chauve-souris faites de lignes courbes comme dans le style maya, avec des petits yeux et sourcils formés par deux petites volutes. Le nez en forme de feuille est typique du vampire commun (Desmodus rotundus). La bouche est ouverte, révélant les crocs partiellement préservés, et une grande langue s'étire vers le bas. Une bande de doubles triangles fait le tour de la sculpture avec une corde sculptée, ce qui symboliserait les ailes de la chauve-souris.
La section en haut de la colonne représente un personnage de courte taille et pieds nu, debout sur la tête de la chauve-souris. Le personnage porte un pagne avec une ceinture et décoré avec un gros symbole en forme de U. Une parure sur la poitrine, finement taillée d'un motif entrelacé, descend du cou à la taille. Le style est quelque peu rigide et rappelle les sculptures formelles olmèques, et plusieurs éléments du costume ressemblent à ceux trouvés sur les sculptures olmèques de la côte du golfe du Mexique. Le personnage a des yeux ovales et des grands écarteurs d'oreille ; le nez et la bouche sont endommagés. Il porte deux lanières qui se croisent dans le dos et sont attachées à la ceinture et aux épaules, et qui portent un petit personnage humain tournant le dos. La position et les caractéristiques de ce petit personnage ressemblent beaucoup à celles des sculptures olmèques représentant des bébés, bien que le visage soit ridé/âgé. Ce personnage secondaire porte une sorte de longue jupe ou traîne qui est presque identique à un autre personnage de style olmèque, un jaguar dansant retrouvé à Tuxtla Chico dans le Chiapas, au Mexique. Cette traîne descend jusqu'à la section du milieu de la colonne, s'arrêtant à la moitié de l'arrière de la tête de la chauve-souris. La position des épaules et du visage du personnage principal ne sont pas anatomiquement corrects, ce qui pousse les archéologique à supposer que le "visage" est en réalité une parure de poitrine et que la véritable tête du personnage a été perdue. Bien que la section haute de la colonne contient de nombreux éléments olmèques, elle ne contient cependant pas certaines des caractéristiques particulières du véritable art olmèque, comme l'expression féline qui est souvent représentée.
Le style du texte hiéroglyphique indique que la sculpture date d'avant 300 avant J.C., et l'on pense que c'est un monument maya antique censé représenter un chef maya antique (à la base) qui portait l'au-delà (i.e. la chauve-souris) et ses ancêtres (le personnage principal au-dessus, qui porte un bébé sur son dos). Pour la figure de l'ancêtre, l'artiste maya a utilisé des éléments stylistiques olmèques (pas très cohérents, comme quelque peu oubliés au fil des ans), produisant un syncrétisme maya-olmèque. Ainsi, cette sculpture représente la transition entre deux phases culturelles, à un moment où les habitants précédents, les olmèques, n'avaient pas encore été oubliés et étaient perçus comme des ancêtres puissants.

### Tombes royales

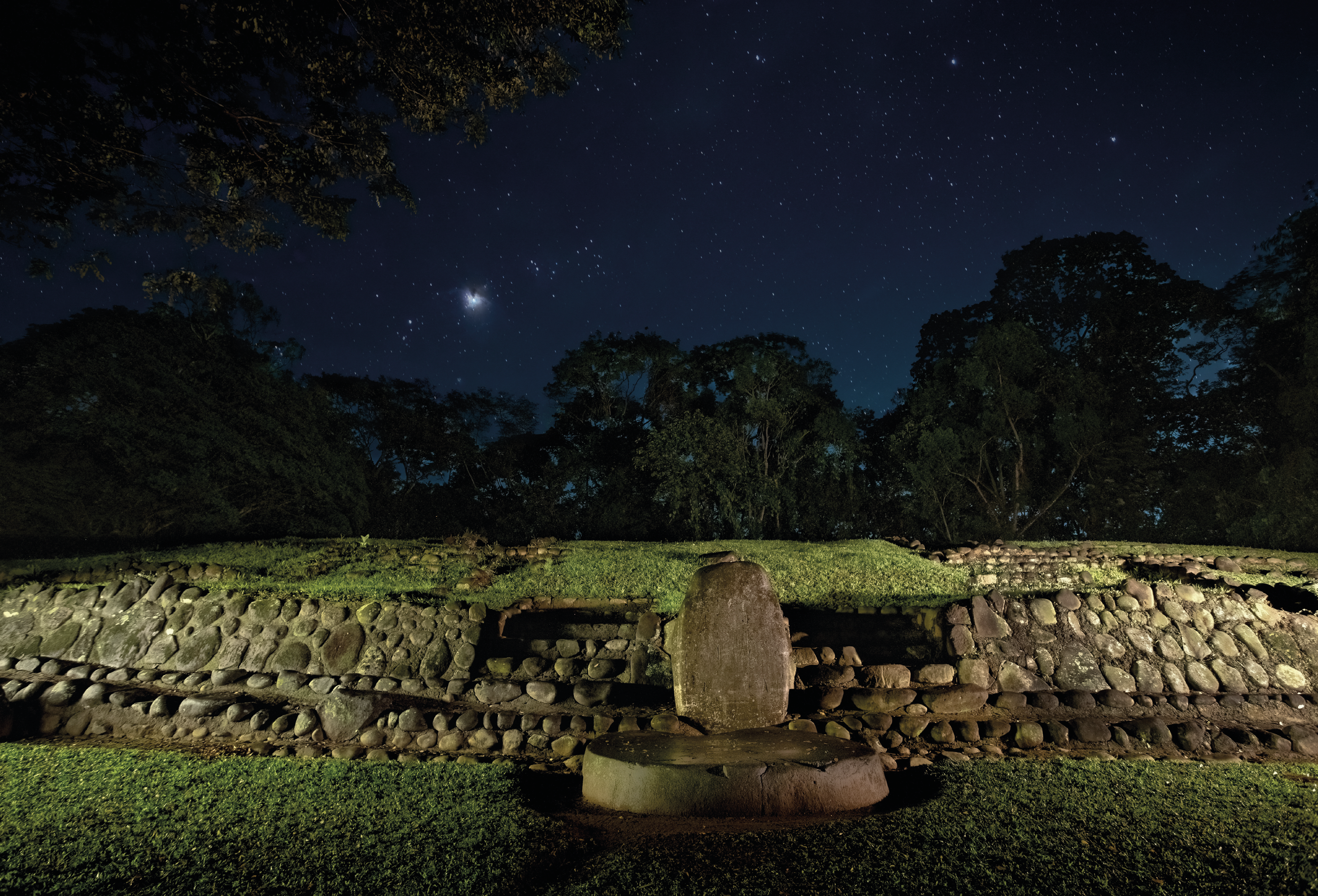
La Structure 12, illuminée dans la nuit

Une tombe du préclassique tardif fut exhumée par des fouilles, et l'on pense qu'il s'agit d'une tombe royale. Cette tombe fut désignée Tombeau 1 ; elle fut trouvée pendant des fouilles sur la structure 7A et était insérée dans le centre de cette structure, qui date du préclassique moyen. Cette tombe est également associée à la Stèle 13 et avec une offrande massive de plus de 600 pièces de céramique et autres artefacts trouvés à la base de la Structure 7A. Ces céramiques aident à dater l'offrande de la fin du préclassique tardif. Aucun reste ou ossement humain n'a éte retrouvé mais l'on pense tout de même qu'ils s'agit d'une tombe au vu des artefacts qui lui sont associés. La dépouille aurait été enterrée dans un objet rectangulaire de 1m par 2m, probablement fait en bois et recouvert de poudre rouge de cinabre. Parmi les objets retrouvés dans la tombe on trouve un collier de 18 pièces de jade, deux élargisseurs d'oreilles recouverts de cinabre, plusieurs miroirs en mosaïque faits de pyrite (l'un d'entre eux formé de plus de 800 pièces), un masque en mosaïque de jade, deux lames prismatiques en obsidienne, un poisson en roche verte finement taillé, plusieurs billes qui faisaient sans doute partie de bijoux comme des bracelets, et un assortiment de pièces en céramique qui permettent de dater la tombe aux alentours de 100-200 ap.J.C.
En octobre 2012, une tombe datant (selon une datation au carbone 14) d'entre -700 et -400 av.J.C. fut trouvée à Takalik Abaj, celle d'un souverain surnommé K'utz Chman ("Grand-père vautour" en langue mam) par les archéologues, un "monarque de droit divin" ou "grand chef" qui selon Miguel Orrego "aurait servi de passerelle entre les cultures olmèques et mayas en Amérique centrale". On pense que la tombe est la plus vieille tombe maya royale découverte à ce jour.

## Autres lectures
- (es) Carpio Rezzio, Edgar, « Nueva información sobre la obsidiana de Tak'alik Ab'aj (antes Abaj Takalik) », Museo Nacional de Arqueología y Etnología, Guatemala,‎ 2002, p. 835–838 (lire en ligne [archive du 7 juillet 2011] [PDF] online edition, consulté le 1er février 2009)
- (es) Castillo, Donaldo, « La cerámica de Tak'alik Ab'aj (antes Abaj Takalik): Un estudio preliminar », Museo Nacional de Arqueología y Etnología, Guatemala,‎ 1991, p. 14–15 (lire en ligne [archive du 7 juillet 2011] [PDF] online edition, consulté le 1er février 2009)
- (es) Orrego Corzo, Miguel, « Enfoque del sitio arqueológico Tak'alik Ab'aj (antes Abaj Takalik) », Museo Nacional de Arqueología y Etnología, Guatemala,‎ 1991, p. 1–7 (lire en ligne [archive du 7 juillet 2011] [PDF] online edition, consulté le 1er février 2009)
- (es) Popenoe de Hatch, Marion, « Comentarios sobre la cerámica de Tak'alik Ab'aj (antes Abaj Takalik) », Museo Nacional de Arqueología y Etnología, Guatemala,‎ 1991, p. 16–18 (lire en ligne [archive du 7 juillet 2011] [PDF] online edition, consulté le 1er février 2009)
- (es) Popenoe de Hatch, Marion, « Reconocimiento arqueológico en la periferia de Tak'alik Ab'aj », Museo Nacional de Arqueología y Etnología, Guatemala,‎ 1992, p. 335–338 (lire en ligne [archive du 7 juillet 2011] [PDF] online edition, consulté le 1er février 2009)
- (es) Popenoe de Hatch, Marion, « El regreso del felino en Tak'alik Ab'aj (antes Abaj Takalik) », Museo Nacional de Arqueología y Etnología, Guatemala,‎ 2003, p. 793–805 (lire en ligne [archive du 7 juillet 2011] [PDF] online edition, consulté le 1er février 2009)
- (es) Popenoe de Hatch, Marion, Christa Schieber de Lavarreda, Edgar Carpio Rezzio, Miguel Orrego Corzo et José Héctor Paredes and Claudia Wolley, « Observaciones sobre el desarrollo cultural en Tak'alik Ab'aj, departamento de Retalhuleu, Guatemala », Museo Nacional de Arqueología y Etnología, Guatemala,‎ 2000, p. 132–141 (lire en ligne [archive du 4 septembre 2011] [PDF] online edition, consulté le 1er février 2009)
- (es) Reyes Andrade, Erick et Stuardo Rodríguez, Christa Schieber de Lavarreda and Miguel Orrego Corzo, « Prospección geo-eléctrica en la Estructura 86 de la RNP "Buenos Aires", Tak'alik Ab'aj » [archive du 9 novembre 2013] [PDF] online edition, Guatemala City, Guatemala, Museo Nacional de Arqueología y Etnología, 2011 (consulté le 16 juillet 2013), p. 1085–1092
- (es) Schieber de Lavarreda, Christa et Miguel Orrego Corzo, « El retorno al ancestro en Tak'alik Ab'aj: Hallazgo del collar del ancestro del "Señor de la Greca" », Ministerio de Cultura y Deportes, Instituto de Antropología e Historia and Asociación Tikal, Guatemala City, Guatemala, vol. XXV (2011),‎ 2012, p. 1027–1037 (lire en ligne [archive du 8 février 2015] [PDF] online edition, consulté le 7 août 2014)